# Alberto Basso
Pour les articles homonymes, voir Basso.
Alberto Basso, né le 21 août 1931 à Turin, est un musicologue italien.

## Biographie
Il a été professeur d'histoire de la musique de 1961 à 1974 et bibliothécaire du Conservatoire de Turin de 1974 à 1993, et président de la Société italienne de musicologie (Società italiana di musicologia) de 1973 à 1979 puis de 1994 à 1997. Il est depuis 1984 chevalier de l'Ordre du Mérite de la République italienne.
Il a fondé en 1986 l'Istituto per i Beni Musicali in Piemonte qu'il préside et il est membre depuis 1982 de l'Accademia Nazionale di Santa Cecilia. En 2004, il a été distingué comme docteur honoris causa de l'Université autonome de Barcelone. 
Auteur de nombreux ouvrages, son étude magistrale sur Jean-Sébastien Bach (qui a été traduite en français) fait autorité ; il a aussi participé à d'importantes publications collectives, tels le Dizionario Enciclopedico Universale della Musica e dei Musicisti en 13 volumes (1983-1990) et l'encyclopédie Musica in scena en 6 volumes (1995-1996).

## Ouvrages
- Storia del Teatro Regio di Torino, 6 voll., 1976-1991
- Musica in scena. Storia dello spettacolo musicale, 6 voll., 1976-1991
- Frau Musika. La vita e le opere di J. S. Bach, 2 voll., EDT, Torino (vol. 1: 1979 ; vol. 2: 1983,  (ISBN 9788870630282))
- L'invenzione della gioia. Musica e massoneria nell'età dei Lumi, 1994
- Dizionario musicale di titoli e personaggi, 3 voll., 1999
- Storia della musica dalle origini al XIX secolo, 3 voll., 2004-05
- I Mozart in Italia, Accademia Nazionale di Santa Cecilia, 2006

En français :
- Alberto Basso (trad. Hélène Pasquier), Jean-Sébastien Bach, vol. I : 1685-1723, Paris, Fayard, octobre 1984, 844 p. (ISBN 2-213-01407-8)
- Alberto Basso (trad. Hélène Pasquier), Jean-Sébastien Bach, vol. II : 1723-1750, Paris, Fayard, décembre 1985, 1072 p. (ISBN 2-213-01649-6)